# 木更津町
木更津町（きさらづまち）は、千葉県君津郡（望陀郡）にかつて存在した町である。現在の木更津市の西部に位置している。

## 歴史

### 沿革
- 1825年（文政8年）4月 - 林忠英が1万石の大名に列して上総国望陀郡貝淵村に貝淵藩が成立。貝淵陣屋を設置。
- 1850年（嘉永3年）11月 - 林忠旭が貝淵藩の陣屋を同郡請西村（旧真舟村に所在）に移し、請西藩が立藩。
- 1868年（明治元年）
  - 請西藩が戊辰戦争で新政府軍と対立したため改易。
  - 7月13日 - 駿河国小島藩から松平信敏が転封し、桜井藩が立藩。陣屋は貝淵陣屋を改称した桜井陣屋に戻る。
- 1889年（明治22年）4月1日 - 町村制施行により、木更津村、吾妻村、貝淵村が合併し、望陀郡木更津町が発足。
- 1897年（明治30年）4月1日 - 望陀郡が統合されて君津郡となる。
- 1912年（大正元年）8月21日 - 国鉄木更津線（現内房線）の千葉駅 - 木更津駅間の開業により木更津駅が開業。
- 1942年（昭和17年）11月3日 - 巖根村、清川村、波岡村と合併し木更津市が成立。同日木更津町廃止。

## 交通

### 鉄道
- 国鉄（現JR東日本）
  - 房総西線（現内房線）・久留里線：木更津駅

### 道路
- 国道16号
- 房総街道（現千葉県道270号木更津袖ケ浦線、国道127号）